# Zelotibia similis
Zelotibia similis är en spindelart som beskrevs av Anthony Russell-Smith och Murphy 2005. Zelotibia similis ingår i släktet Zelotibia och familjen plattbuksspindlar.
Artens utbredningsområde är Burundi. Inga underarter finns listade i Catalogue of Life.